# Saponaria halophila
Saponaria halophila är en nejlikväxtart som beskrevs av Ian Charleson Hedge och Hub.-mor. Saponaria halophila ingår i släktet såpnejlikor, och familjen nejlikväxter. Inga underarter finns listade i Catalogue of Life.